# Eurybiacris
Eurybiacris is een geslacht van rechtvleugeligen uit de familie veldsprinkhanen (Acrididae). De wetenschappelijke naam van dit geslacht is voor het eerst geldig gepubliceerd in 1979 door Descamps.

## Soorten
Het geslacht Eurybiacris omvat de volgende soorten:
- Eurybiacris bifida Descamps, 1979
- Eurybiacris luteoguttata Descamps, 1979
- Eurybiacris trifida Descamps, 1979